# Véra Korène
Véra Korène (6 de junio de 1901 – 19 de noviembre de 1996) fue una actriz teatral y cinematográfica, cantante y directora teatral francesa de origen ruso.

## Biografía
Su nombre verdadero era Rébecca Véra Koretzky, y nació en Bájmut, Imperio ruso, en la actual Ucrania. De ascendencia judía, ella emigró a París, Francia, huyendo de la Revolución rusa.
Allí fue admitida en el Conservatoire national supérieur d'art dramatique, donde tuvo como profesor a Firmin Gémier. Con el nombre afrancesado de Korène, inició su carrera artística en el teatro, pero también actuó en varias películas en los años 1930. Ingresó en la Comédie-Française, compañía de la cual fue miembro a partir de 1936. 
Su corta carrera cinematográfica fue interrumpida por la Segunda Guerra Mundial y por su condición de judía: despojada de su nacionalidad francesa por decreto de 29 de octubre de 1940 y excluida de la Sociedad de actores franceses a partir del 1 de noviembre de 1940, ella se vio obligada a abandonar Francia, refugiándose en Canadá, viviendo más adelante a caballo de Hollywood y Brasil.
De vuelta a Francia en 1945, la reintegraron en la Comédie-Française, llegando a ser uno de los pilares de la escena francesa de los años 1950. Así, en 1950 dirigió Les Sincères, de Pierre de Marivaux. En 1956 tomó la dirección del Théâtre de la Renaissance, puesto que mantuvo hasta el año 1978.  En dicho teatro montó, entre otras piezas, Los secuestrados de Altona (de Jean-Paul Sartre, 1960) y ¿Quién teme a Virginia Woolf? (de Edward Albee, 1962).
Retirada de la vida artística en 1978, Véra Korène falleció en 1996 en un hogar de ancianos de Louveciennes, Francia. Fue enterrada en el Cementerio de Pantin.

## Filmografía
- 1922 : Son excellence le Bouif, de Louis Osmont
- 1933 : La Voix sans visage, de Leo Mittler
- 1934 : La Belle de nuit, de Louis Valray
- 1935 : Les Bateliers de la Volga, de Vladimir Strijevsky
- 1935 : Deuxième Bureau, de Pierre Billon
- 1936 : L'Argent, de Pierre Billon
- 1936 : Sept hommes, une femme
- 1936 : Au service du tsar, de Pierre Billon
- 1937 : Tamara la complaisante
- 1937 : La Danseuse rouge
- 1937 : Double crime sur la ligne Maginot
- 1938 : Café de Paris
- 1939 : La Brigade sauvage

## Teatro

### Antes de la Comédie-Française
- 1927 : L'Enlèvement, de Paul Armont y Marcel Gerbidon, Théâtre de la Michodière

### Carrera en la Comédie-Française
- Ingreso en la Comédie-Française en 1931
- Miembro número 392 de la Comédie-Française desde 1936 a 1955

- 1951 : Amphitryon 38, de Jean Giraudoux, escenografía de Jean Vernier, Théâtre des Célestins
- 1951 : Andrómaca y Fedra, de Jean Racine, Théâtre des Célestins